# 鄧蓮如
鄧蓮如女男爵，DBE，JP（英語：Lydia Selina Dunn, Baroness Dunn，1940年2月29日—），香港殖民地時期及英國政治家，自1970年代末至1990年代初活躍於香港政壇，先後任行政及立法兩局首席非官守議員，在港府內有舉足輕重的影響力。在任內，鄧蓮如十分關注香港前途及代議政制發展等重大問題，她除了訪問過中華人民共和國領導人鄧小平以外，亦多次前往英國討論香港前途問題，後來她大力爭取英國賦予香港人居英權，甚至曾因此而泣不成聲。
鄧蓮如在1989年獲授DBE勳銜，成為歷史上首位取得英國爵級勳銜的華人女性。後在1990年，鄧蓮如又獲冊封為女男爵，成為第一位取得英國終身貴族身份的華人。鄧蓮如在1995年，即香港主權移交前的兩年宣佈退休，離開香港政府，後於1996年初遷居英國，此後出席上議院會議為其餘下的政治工作，逐漸淡出香港。在2010年6月，她為免繳納更多稅項，與另外四名貴族決定放棄上議院議席，有關行動引來傳媒猛烈批評，部份輿論要求禠奪他們的貴族爵位。
在政壇之外，鄧蓮如在商界也有長足發展。她早在1964年加入太古集團，現為英國太古集團執行董事；另外亦曾自1992年至2008年出任滙豐控股有限公司副主席，與英資企業有著密切關係。憑藉其在商界的豐富經驗，她曾經自1983年至1991年出任貿易發展局主席，向外推廣香港貿易。

## 生平

### 早年生涯
鄧蓮如籍貫廣東番禺，1940年2月29日在英屬香港出生，父親為茶商，在家中有一姊一妹。鄧蓮如幼年時曾到上海居住，未幾因中國局勢動盪而舉家在1948年逃難來港。她早年入讀聖保祿學校（1958年中五，報考中文、英文、歷史、中國文學與歷史、聖經、數學以及國語科），畢業以後前往美國加利福尼亞州的奧克蘭，入讀當地的聖名學院（College of the Holy Names），其後又在加州大學柏克萊分校取得理學士資格。
畢業返港後，鄧蓮如旋於1964年獲今日的太古集團聘用，最初在太古貿易有限公司的採購部任職，接觸紡織及製衣業務，從基層做起。不久，鄧蓮如就因為工作表現卓越而升任出口部經理，任內推動不少改革，並促使為太古貿易（台灣）有限公司的成立，使她此後一直受到重視。

### 商業生涯
鄧蓮如曾經在多所商業集團擔任要職，當中不少為英資機構。早在1978年，她已經成為太古集團（香港）有限公司之董事，並一直擔任至2003年為止。而從1981年至今，她亦成為太古股份有限公司之董事，自1996年至2015年，她也曾出任英國太古集團有限公司的執行董事。另一方面，鄧蓮如曾自1981年至1996年間擔任香港上海滙豐銀行有限公司之董事，是首位女性擔任此職。當中，她曾自1992年至1996年出任該公司之董事會副主席一職。後來自1990年起，她獲委任為滙豐控股有限公司之非執行董事，而自1992年起，她則同時以非執行董事之身份出任滙豐控股有限公司副主席，至2008年宣佈退休，並在5月30日結束與滙豐集團廿多年的工作關係。
除了太古集團外，鄧蓮如亦曾於集團子公司國泰航空有限公司任職。自1985年至1997年，她是該公司的董事。1997年卸任後，她則自1997年至2002年出任董事局顧問。
此外，自1985年至1991年，她曾出任富豪集團董事局國際顧問，後自1991年至1993年，她更出任集團董事。而自1996年至1998年，鄧蓮如是佳士得拍賣行董事，自1998年至2000年則改任佳士得藝術有限公司董事。另一方面，鄧蓮如曾在1997年加入當時的通用電力公共有限公司（現已改稱「馬可尼公共有限公司」）擔任董事，至2002年離職。

### 公職生涯
在1976年，鄧蓮如獲時任香港總督麥理浩爵士委任為立法局非官守議員，由此開展她的公職生涯。至1982年，她又獲港督尤德爵士委任為行政局非官守議員，成為兩局議員。到1985年，鄧蓮如接替羅保爵士，成為立法局首席非官守議員。後於1988年，鄧蓮如離開立法局，但留任行政局，並任該局的首席非官守議員。
據稱，鄧蓮如在兩局供職期間，甚得港府信任，她更是少有無需經過港督，便可直接與首相聯絡的議員，在港府的地位舉足輕重。在香港主權移交前一段時間，輿論甚至盛傳她有機會出任首位特區行政長官，但因為她與英國關係過份親密而沒有實現。

### 香港前途
鄧蓮如很早就參與了香港前途問題的討論，在英國首相戴卓爾夫人於1982年訪華前夕，總督尤德就帶領了行政局議員鍾士元爵士、鄧蓮如和羅保爵士等人到倫敦拜訪首相戴卓爾夫人，表示希望她能在訪華期間切實反映港人訴求。此後，尤德與鄧蓮如等行政局議員曾多番前往倫敦，就香港前途發表意見，當中包括希望港人可以參與談判。
另一方面，早於1983年起，鄧蓮如、鍾士元爵士及利國偉爵士三人亦曾與新華社香港分社社長許家屯開展一系列的秘密會面，商討香港前途。在1984年6月，他們三人復獲中共政權邀請，以個人身份前往北京，與中共中央顧問委員會主任鄧小平進行會談，期間他們也曾向鄧小平表示對將來中國接管香港感到憂慮。這次會面以後，鄧蓮如與鍾士元爵士在1985年獲中方邀請出任基本法諮詢委員會委員，但兩人雙雙認為這與兩局議員身份存在衝突而加以婉拒。
後來在1989年，中國發生大規模的學生運動而局勢不明，再加上當時英國政府已表明港人將不會獲居英權，使港人對香港前途十分暗淡。在1989年4月20日，英國下議院外交事務委員會在香港就英國國籍法問題展開聆訊，鄧蓮如在聆訊上嚴厲批評英國政府「剝奪港人權利不可接受」與及「太過冷漠」外，又指出英國政府要對港人負責，才可以令香港人有「安全感」。席間，鄧蓮如情緒十分激動，甚至泣不成聲而不能言語。聆訊完畢後，鄧蓮如被大批記者追問時再度落淚，並一度躲入布政司署達15分鐘，才再度面見傳媒發問。這是鄧蓮如首次在公眾面前落淚。
不久以後，六四事件爆發，觸發港人對香港前途的信心跌至低點。事後，鄧蓮如除了公開懇求英國，不要把英國子民轉讓予「一個毫不猶疑地以坦克和武力鎮壓人民的政權」（A regime that did not hesitate to use its tanks and forces on its own people），又與另一行政局議員李鵬飛雙雙前往倫敦，代表兩局議員，以道義理由就居英權向英國當局進行多番遊說，最終促使衛奕信爵士在1990年公佈居英權計劃。而透過李鵬飛與鄧蓮如的遊說，英國政府最後亦在1996年同意讓香港的退伍軍人之配偶和遺孀得到了居英權。
另一方面，鄧蓮如亦曾堅持讓非華裔香港居民，如印度籍人士，於香港主權移交後得到居英權。當中，在1986年1月8日的立法局會議中，她更揚言「如果要求被拒絕，世界各地的人士會認為英國當局是基於自私和不足道的理由，拒絕它統治下最需要而又最值得幫助的公民所提出合理的要求」。結果，這批人士大致上均取得了居英權。

### 代議政改
在1989年5月24日，立法局和行政局的非官守議員達成了一致共識，推出了「兩局共識方案」，建議為香港代議政制改革立下時間表。當中，兩局非官守議員均希望在1991年，立法局可以有20個議席（即總數的1/3）由直選產生，到1995年增至一半，最後在2003年達至全面直選產生立法會議席。最初鄧蓮如對「兩局共識」表示支持，甚至在六四事件發生後和李鵬飛專程到英國進行遊說。惟「兩局共識方案」一直未能為中方所接納，及後彭定康大膽推行「九五直選」，最終更引致中方否決了所謂的立法局「直通車」安排。至於鄧蓮如本人後來卻改變立場，不再支持「兩局共識」。在1992年一次上議院會議中，鄧蓮如就明確表明增加直選議席是「不智」的，而且會「再次令社會不穩定、帶來緊張、破壞和諧的氣氛」。她又曾公開表示「英國政府向中國政府提出民主要求，也是不應該的」。
另一方面，鄧蓮如又曾支持「兩局分家」，意思是立法局議員不應兼任行政局議員，反之亦然。在1993年7月11日，她曾在接受訪問時表示，「行政局及立法局是兩個不同的機構，正因這兩個機構不同，才能達到互相制衡的作用」。然而，迄今「兩局分家」的構想仍未得到實現。

### 自由貿易
在行政、立法兩局任職期間，鄧蓮如曾自1978年至1983年擔任香港工業總會理事會的成員。期間，憑她對紡織品和成衣生產方面的豐富經驗，她大力提倡自由貿易和國際合作，並於1983年為貿易政策研究中心撰寫一篇名為《保護主義與亞太地區》（Protectionism and the Asian-Pacific Region）的報告。自1983年至1991年，鄧蓮如改任貿易發展局主席，任內走訪各國，推銷香港與香港的產業，並成功在1983年爭取興建香港會議展覽中心一期。展覽中心在1984年動工、1986年由英女皇伊利沙伯二世奠基，後於1988年落成啟用。1990年12月19日，鄧蓮如與朱镕基、黃菊等一起出席了上海證券交易所的開市典禮。另外，鄧蓮如曾分別自1983年至1995年，以及自1984年至1993年，擔任港、日商務合作委員會和港、美經濟合作委員會的成員，其中，鄧蓮如又自1988年到1995年為港、日商務合作委員會之主席。
為表彰鄧蓮如對自由貿易、商業與和平的貢獻，她於1987年獲贈日本首相貿易獎，後來又在1988年獲賜予美國商務部長獎。

### 其他公職
除上述公職，鄧蓮如還曾經於1979年至1985年出任地下鐵路公司董事，1981年至1983年出任土地供應特別委員會主席，以及由1982年至1984年擔任九廣鐵路管理局主席。此外，她曾經自1982年至1985年擔任世界自然（香港）基金會成員，以及自1981年至1987年出任當時新成立的菲臘牙科醫院管理局主席一職。菲臘牙科醫院的成立乃為香港大學牙醫學院訓練牙科學生。而鄧蓮如出任管理局主席的時候，香港大學牙醫學院正值草創階段。在港督衛奕信卸任後，她亦曾由1993年至1995年擔任衞奕信勳爵文物信託受託人委員會主席:7:7。
另一方面，在兩局供職的生涯中，她亦曾熱心參與海外組織。自1985年至1988年，鄧蓮如是英聯邦議會協會香港分會行政委員會副主席；而自1986年至1996年，她則是亞洲學會國際理事會成員。另自1991年起，鄧蓮如是英國香港工商協會（Hong Kong Association, United Kingdom）的會員，其後更自2001年起出任主席。

### 淡出香港
為表揚她為香港所作的貢獻，鄧蓮如在1989年元旦壽辰名單中榮獲DBE勳銜，這是歷來首次有華人女性成為英國的爵級騎士。此後，歷經六四事件等一連串動盪後，為了讓港人聲音可直接送達英國國會，鄧蓮如復於1990年獲冊封為終身貴族，是歷來首次有華人獲此殊榮。鄧蓮如獲封貴族後，她親自挑選了香港島與及其英國寓所所在的倫敦騎士橋兩地，作為她的封邑 晉爵儀式在同年10月9日舉行，她由前港督麥理浩勳爵陪同下宣誓，成為歷史上第581位獲冊封終身貴族的人士。
在1992年7月，末任港督彭定康上任。彭定康為了改變對華方針，與及不願受前任港督的行政局牽制，於是計劃改組行政局，並令身為首席議員的鄧蓮如帶領全體行政局議員總辭。當時鄧蓮如成功游說行政局總辭，並公開表明願意隨時引退後，鄧蓮如卻成為整個行政局內唯一留任的議員。有關事件使鄧蓮如與她的一些舊同僚產生芥蒂，其中，范徐麗泰曾質疑行政局總辭是彭定康「先發制人」，以免輿論非議他「這是將衛奕信的舊人一掃而清」的計劃。
自彭定康上任後，鄧蓮如在港府扮演的重要性慢慢下降。到1995年夏天，鄧蓮如以退休為理由，卸任首席非官守議員一職，離開香港政府。在1996年初，鄧蓮如與丈夫一同遷居英國，從此淡出香港政治舞台。

### 近況
定居英國以後，儘管出席英國上議院會議成為了鄧蓮如的主要政治工作，但根據記錄，鄧蓮如甚少出席上院的會議，亦甚少發言和投票，僅曾間或在上院就香港事務發表簡短言論。定居英國後的鄧蓮如仍不時返港，但是十分低調，來港主要出席股東大會，以及前行政局議員的周年聚會。
在2005年11月，香港行政長官曾蔭權曾訪問倫敦，期間出席貿易發展局的周年晚宴。當時鄧蓮如、衛奕信勳爵和前布政司霍德爵士等人均有出席晚宴。席間，鄧蓮如認為特區政府的政改方案「已在民主路上邁進一大步」，表示港人不能放棄這個方案，但鄧蓮如又指出這個方案「並非本港民主進程的終點」。惟有關方案最後在2005年12月21日為立法會所否決。
根據工黨政府在2010年通過的《憲制改革及管治法令》，自同年7月7日起，國會議員在海外賺取的收入，全數要根據英國的稅制向英政府納稅，意味國會議員昔日可享有的「非本地居民」（Non-dom）身份遭到削奪。 本身在香港等地有多處業務的鄧蓮如為規避新修訂的法例，在2010年6月致信上院宣佈辭去上院議員一職，結束近20年的上院生涯。 除她以外，亦有三名保守黨籍上議院議員在同期宣佈辭職，而另一著名建築師霍朗明勳爵也因為同樣理由在同年7月宣佈辭職。 鄧蓮如辭去上院職務後，韋鳴恩勳爵成為上院唯一的華人議員。

## 家庭
鄧蓮如在1988年與時任律政司唐明治結婚，並由港督衛奕信爵士（後為勳爵）親自擔任證婚人，以及借出港督的粉嶺別墅作為臨時註冊處。鄧蓮如唐明治兩人並沒有任何子女，而唐明治在第一段婚姻中則有四名兒女。鄧蓮如的興趣包括藝術和古董收藏。

## 評價
還在香港的時候，不論是商界抑或政界，鄧蓮如都發揮很大的影響力，這使她早在八十年代初就取得「女強人」的綽號。鄧蓮如長年獲太古集團所重用，《金融時報》曾指鄧蓮如是「當今最傑出的商界女強人」，而她在太古的上司兼後來的財政司彭勵治爵士甚至嘗言鄧蓮如是太古「最可貴的資產」，其重要性可想而知。
在政界上，鄧蓮如自八十年代中以後就先後擔任立法局及行政局首席議員之位，地位尊崇之餘，加上她不斷為港人爭取權益而大力向英方交涉，其堅強形象令她曾被傳媒冠上「香港一姐」及「香港戴卓爾夫人」等綽號。
不過，隨著她移居英國，淡出香港後，鄧蓮如過著隱居生活，其影響力已不復存在。有人認為她離開香港，是因為她自知1997年後政壇容不下她，既然留在香港沒有意思，這樣抽身反而算是瀟灑謝幕；但也有親中人士認為是她認清自己是英國殖民管治下，「以華制華」的一隻棋子，故有感意興闌珊而退出香港。無論如何，鄧蓮如曾一度是香港於過渡期內最受重視的政治人物之一，坊間一度更有傳聞指她有機會出任港督，甚至是1997年後的首任行政長官人選，但這些傳聞一一都落空。
除了她的傳奇成就外，鄧蓮如最令人留下深刻印象的，可能是她華貴的打扮、流利的英式英文，以及不太靈光的中文。而香港作家陶傑就曾以以下的文字形容鄧蓮如：「在香港一百五十年的歷史上，在中西文化薈萃的風火爐里，鄧蓮如是千提百煉的一顆獨特的仙丹……擁有一個很廣東的名字，閃耀的卻是英國維多利亞時代貴婦的華采」。

## 榮譽
- J.P. （1976年10月1日）
- O.B.E. （1978年）
- C.B.E. （1983年）
- D.B.E. （1989年）
- 在1990年8月24日，鄧蓮如獲英廷册封為終身貴族，是首位華人獲封英國貴族。其封邑為香港香港島，和切爾西與肯辛頓皇家自治鎮之騎士橋地區。因此，其正式頭銜為鄧蓮如，香港香港島與切爾西及肯辛頓皇家自治鎮騎士橋的鄧蓮如女男爵。鄧蓮如之所以獲封貴族，是因為當時英國政府希望她能代表港人在上議院發言，反映香港人的利益。

### 名銜
- 鄧蓮如女士 （1940年－1976年）
- 鄧蓮如議員，JP （1976年－1978年）
- 鄧蓮如議員，OBE，JP （1978年－1983年）
- 鄧蓮如議員，CBE，JP （1983年－1989年）
- 鄧蓮如女爵士，DBE，JP （1989年－1990年）
- 鄧蓮如女男爵閣下，DBE，JP （1990年－）

### 榮譽博士
- 鄧蓮如獲頒的榮譽博士包括[41]：
- 法律博士
  - 香港中文大學 （1984年）
  - 香港大學 （1991年）
  - 英屬哥倫比亞大學 （1991年）
  - 利茲大學 （1994年）
- 理學博士
  - 白金漢大學 （1995年）
- 榮譽院士
  - 倫敦商學院 （2000年）

### 院士
- 英國董事學會 （1989年－）
- 英國皇家藝術學會院士 （1989年－）

### 獎項
- 日本首相貿易獎 （1987年）
- 美國商務部長和平與商務獎 （1988年）

### 會員
- 香港賽馬會

## 著作
- In the Kingdom of the Blind （1983年）

## 註腳
1. ↑  鄧以誠訃聞. 華僑日報. 1965-01-19. 第二張第二頁.
2. ↑  鄧菊如訃聞. 華僑日報. 1987-02-16. 第一張第二頁.
3. 1 2 3 4 5 6 7  齊以正，〈鄧蓮如─香港女強人之迷〉，《上流社會搜奇錄》，香港：文藝書屋，1981年。
4. ↑  . 香港工商日報. 1958-07-29: 7  [2023-07-09].
5. 1 2 3 4 5 6 7 8 9 10 11  Who's Who, A & C Black, 2006.
6. ↑   (PDF).   [2021-10-29]. （原始内容存档 (PDF)于2022-05-29）.
7. ↑  〈匯控董事局換新星，英治標誌鄧蓮如引退 （页面存档备份，存于） .   [2018-04-28]. （原始内容存档于2008-05-06）.〉，《蘋果日報》，2008年3月4日。
8. 1 2 3 4 5 6  李八方，〈隔牆有耳：御用閒人唔易做 （页面存档备份，存于） .   [2018-04-28]. （原始内容存档于2008-05-06）.〉，《蘋果日報》，2008年3月5日。
9. 1 2 3 4 5 6  鍾士元，《香港回歸歷程－鍾士元回憶錄》，香港：中文大學出版社，2001年。
10. ↑  〈鄧蓮如批評英政府太過冷漠〉，《華僑日報》，1989年4月21日。
11. ↑  〈鄧蓮如講及國籍法，情緒激動泣不成聲〉，《華僑日報》，1989年4月21日。
12. 1 2  Russell Spurr, Excellency : the governors of Hong Kong, Hong Kong：FormAsia, 1995.
13. ↑  高馬可. . 香港: 香港大學出版社. 2007-07: 192  [2020-10-26]. ISBN 9789622098787. （原始内容存档于2021-02-24）.
14. 1 2 3  《立法局會議過程正式紀錄 （页面存档备份，存于）》，香港立法局，1992年6月24日。
15. ↑  《立法局會議過程正式紀錄 （页面存档备份，存于）》，香港立法局，1989年6月21日。
16. ↑  《立法局會議過程正式紀錄 （页面存档备份，存于）》，香港立法局，1989年6月28日。
17. ↑  〈為港人爭取居留權保險，鄧蓮如李鵬飛明飛英國游說〉，《華僑日報》，1989年6月18日。
18. ↑  《立法局會議過程正式紀錄 （页面存档备份，存于）》，香港立法局，1986年1月8日。
19. ↑  劉騏嘉、余倩蕊，《八十年代以來香港的政治發展 （页面存档备份，存于）》，立法局秘書處資料研究及圖書館服務部，1996年9月。
20. ↑  《立法局會議過程正式紀錄 （页面存档备份，存于）》，香港立法局，1989年6月1日。
21. ↑  《立法局會議過程正式紀錄 （页面存档备份，存于）》，香港立法局，1993年7月14日。
22. 1 2  Baroness Lydia Dunn , The University of Buckingham, 1995.
23. 1 2 3 4  Dunn, The Rt. Hon. the Baroness （页面存档备份，存于）, The University of Hong Kong, 1991.
24. ↑   (PDF). 衞奕信勳爵文物信託. 1994  [2024-07-07]. （原始内容存档 (PDF)于2024-07-14）.
25. ↑   (PDF). 衞奕信勳爵文物信託. 1996  [2024-07-07].
26. ↑  〈鄧蓮如難忘一九八八〉，《華僑日報》第八版，1989年1月1日。
27. ↑  〈冊封女男爵上議院終身議員，鄧蓮如續強調貢獻香港〉，《華僑日報》，1990年6月17日。
28. ↑  〈鄧蓮如選定封邑，十月晉身上議院〉，《華僑日報》，1990年8月25日。
29. ↑  〈鄧蓮如女男爵正式進上議院〉，《大公報》第十二版，1990年10月10日。
30. ↑  范徐麗泰，〈行政局總辭〉，《范太手記》，造訪於2008年4月14日。
31. ↑  《立法局會議過程正式紀錄 （页面存档备份，存于）》，香港立法局，1995年10月11日。（PDF格式）
32. ↑  〈鄧蓮如：政改方案已邁進民主一大步〉，《香港電台》，2005年11月3日。
33. ↑  〈鄧蓮如：港政改向民主邁大步 （页面存档备份，存于）〉，《文匯報》，2005年11月4日。
34. ↑  McSmith, Andy. . The Independent. 2010-07-07  [2021-03-09]. （原始内容存档于2021-04-05）.
35. ↑  "http://news.bbc.co.uk/2/hi/politics/10523685.stm （页面存档备份，存于）", BBC News, 6 July 2010.
36. ↑  . BBC News. 2010-07-07  [2021-03-09]. （原始内容存档于2021-04-18）.
37. ↑  張小嫻 ，〈鄧蓮如謝幕的啓示〉，《禁果之味》，皇冠出版社，1997年。
38. ↑  游雨僧，〈鄧蓮如當年的「一廂情願」〉，《大公報》，2008年3月8日。
39. ↑  梁文道，〈中大變英大 （页面存档备份，存于）〉，《中文大學校友關注大學發展小組》，2007年2月11日。
40. ↑  陶傑 ，〈最是才子品佳人〉，《滿香園的一朵朵笑靨》，明窗出版社，2002年。
41. ↑  "Baroness Dunn （页面存档备份，存于）", Dods, visited on 14 April, 2008.

### 中文資料
- 齊以正，〈鄧蓮如─香港女強人之迷〉，《上流社會搜奇錄》，香港：文藝書屋，1981年。
- 劉騏嘉、余倩蕊，《八十年代以來香港的政治發展》，立法局秘書處資料研究及圖書館服務部，1996年9月。
- 張小嫻 ，〈鄧蓮如的眼淚〉，《禁果之味》，皇冠出版社，1997年。
- 張小嫻 ，〈鄧蓮如謝幕的啓示〉，《禁果之味》，皇冠出版社，1997年。
- 鍾士元，《香港回歸歷程－鍾士元回憶錄》，香港：中文大學出版社，2001年。
- 陶傑 ，〈最是才子品佳人〉，《滿香園的一朵朵笑靨》，明窗出版社，2002年。
- 梁文道，〈中大變英大〉，《中文大學校友關注大學發展小組》，2007年2月11日。
- 游雨僧，〈鄧蓮如當年的「一廂情願」〉，《大公報》，2008年3月8日。
- 范徐麗泰，〈行政局總辭〉，《范太手記》，造訪於2008年4月14日。
- 〈鄧蓮如難忘一九八八〉，《華僑日報》第八版，1989年1月1日。
- 〈鄧蓮如批評英政府太過冷漠〉，《華僑日報》，1989年4月21日。
- 〈鄧蓮如講及國籍法，情緒激動泣不成聲〉，《華僑日報》，1989年4月21日。
- 〈冊封女男爵上議院終身議員，鄧蓮如續強調貢獻香港〉，《華僑日報》，1990年6月17日。
- 〈鄧蓮如選定封邑，十月晉身上議院〉，《華僑日報》，1990年8月25日。
- 〈為港人爭取居留權保險，鄧蓮如李鵬飛明飛英國游說〉，《華僑日報》，1989年6月18日。
- 〈鄧蓮如：政改方案已邁進民主一大步〉，《香港電台》，2005年11月3日。
- 〈鄧蓮如：港政改向民主邁大步〉，《文匯報》，2005年11月4日。
- 〈匯控董事局換新星，英治標誌鄧蓮如引退〉，《蘋果日報》，2008年3月4日。
- 〈隔牆有耳：御用閒人唔易做〉，《蘋果日報》，2008年3月5日。
- 《立法局會議過程正式紀錄》，香港立法局，1986年1月8日。
- 《立法局會議過程正式紀錄》，香港立法局，1989年6月1日。
- 《立法局會議過程正式紀錄》，香港立法局，1989年6月21日。
- 《立法局會議過程正式紀錄》，香港立法局，1989年6月28日。
- 《立法局會議過程正式紀錄》，香港立法局，1992年6月24日。
- 《立法局會議過程正式紀錄》，香港立法局，1993年7月14日。
- 《立法局會議過程正式紀錄》，香港立法局，1995年10月11日。

### 英文資料
- Russell Spurr, Excellency : the governors of Hong Kong, Hong Kong：FormAsia, 1995.
- Who's Who, A & C Black, 2006.
- "Baroness Dunn", Dods, visited on 14 April, 2008.
- Dunn, The Rt. Hon. the Baroness, The University of Hong Kong, 1991.
- Baroness Lydia Dunn , The University of Buckingham, 1995.

## 外部連結
- 英國國會網站，按「Dunn, Baroness」可瀏覽鄧蓮如之簡歷
- HSBC董事局董事簡歷
- 香港大學1991年讚詞
- 白金漢大學1995年讚詞
- 匯控董事局換新星，英治標誌鄧蓮如引退，2008年3月4日
- 隔牆有耳：御用閒人唔易做，2008年3月5日

| 官衔                | 官衔                         | 官衔                |
| ------------------- | ---------------------------- | ------------------- |
| 前任者： 簡悅強爵士 | 貿易發展局主席 1983年–1991年 | 繼任者： 馮國經博士 |